# Sabine Weyand

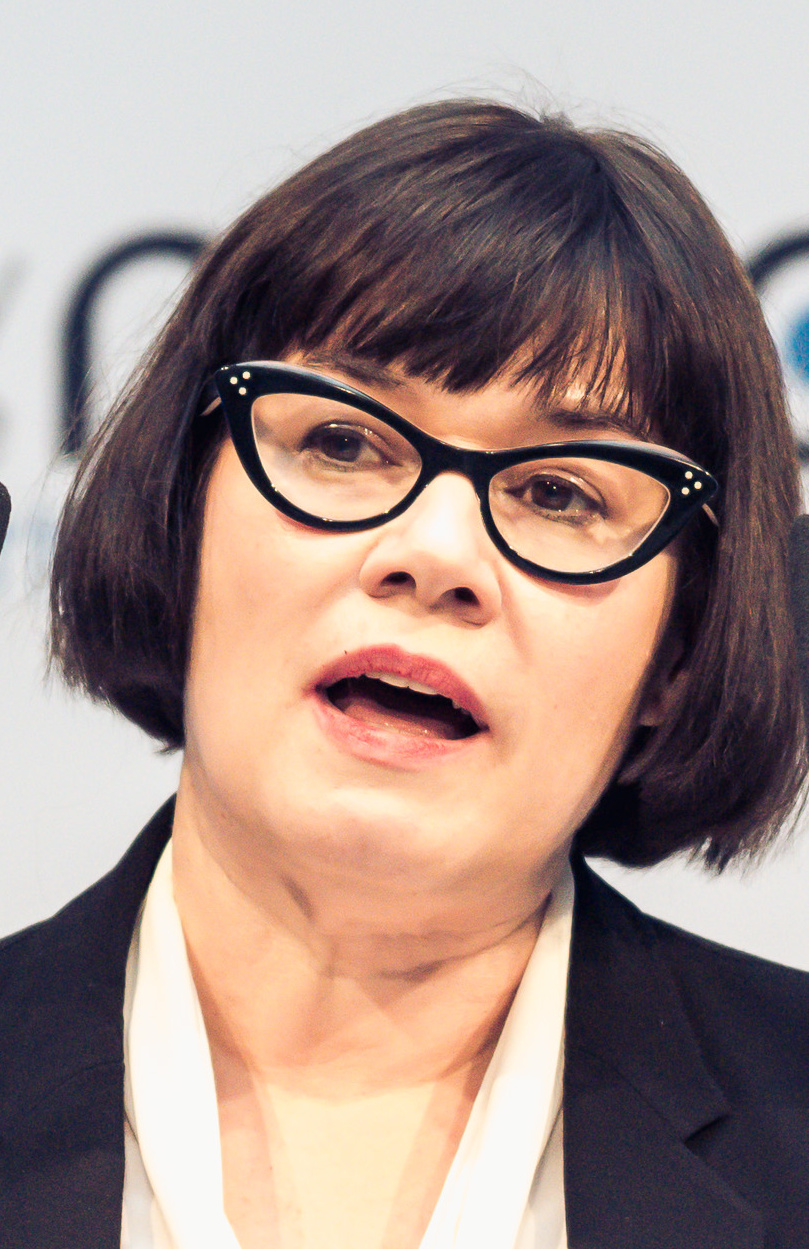
Sabine Weyand prenant la parole au cours de la Conférence de Munich sur la sécurité en 2019

Sabine Weyand (née en 1964) est une haut fonctionnaire européen de nationalité allemande. Elle a joué un rôle de premier plan dans les négociations commerciales, en tant que co-négociatrice de l'Union européenne sur les accords TTIP et CETA, et dans les négociations entre l'UE et le Royaume-Uni sur le Brexit.
Depuis le 1er juin 2019, elle exerce la fonction de directeur général du commerce de la Commission.

## Jeunesse et formation
Sabine Weyand, fille de Heinrich Weyand (1927-2014)[source insuffisante] et de son épouse Magda (née Spurk), naît en Sarre et grandit à Körprich, un quartier de Nalbach. Son père était arpenteur-géomètre au bureau du cadastre de l’arrondissement de Sarrelouis et fut maire CDU de Körprich de 1972 à 1989.  Elle a deux frères et sœurs plus âgés, Wolfgang et Waltraud. En 1983 elle s’inscrit à l'Université de Fribourg où elle étudie les sciences politiques, l’économie, l’anglais et la linguistique. Dans ce cadre elle passe une année à l'Université de Cambridge, de 1986 à 1987. En 1991, elle obtient son diplôme d'études européennes supérieures au Collège d'Europe, suivi en 1995 d'un doctorat en sciences politiques de l'Université de Tübingen. Le sujet de sa thèse était la politique commune des transports de l'UE.

## Carrière
Sabine Weyand travaille pour la Commission européenne depuis 1994. Son premier poste a été à la direction générale de l'industrie, où elle a travaille avec l'industrie automobile localisée en dehors de l’UE. De 1997 à 1999, elle travaille au Département des relations étrangères, où elle s’occupe notamment des questions économiques et de la préparation des sommets du G7 et du G8. À partir de 1999, elle fait partie du personnel de Pascal Lamy, commissaire européen chargé du commerce. Elle dirige ensuite le personnel du Commissaire à l'aide au développement et à l'aide humanitaire, Louis Michel, de 2004 à 2007. De 2007 à 2009, elle est consultante auprès du président de la Commission européenne, José Manuel Barroso, où elle a notamment participé aux négociations internationales sur le climat et l'énergie.
De 2009 à 2012, elle est représentant de la Commission européenne au Comité des représentants permanents des États membres (Coreper I). À partir de 2012, elle devient directrice du Secrétariat général de l'UE, responsable de la coordination des politiques. Elle est également impliquée pour le compte de l’UE dans des négociations internationales sur des accords de libre-échange comme le TTIP avec les États-Unis, le CETA avec le Canada, ainsi qu’avec des pays voisins de l'UE et avec l'OMC .
En mars 2016, Sabine Weyand devient directeur général adjoint de la direction générale du commerce, responsable des unités E (voisinage, États-Unis et Canada), F (OMC, affaires juridiques et commerce), G (stratégie et analyse commerciales, accès au marché) et H (instruments de défense commerciale) .

### Adjointe au négociateur en chef de l’UE pour le Brexit
En 2016, elle est nommée négociateur en chef adjoint pour le Brexit, et devient le bras droit du négociateur européen Michel Barnier, avec effet au 1er octobre.
À la suite de cette nomination, le site d'information Politico la classe parmi les dix femmes les plus influentes de Bruxelles, tandis que son interaction avec son homologue britannique Oliver Robbins est décrite comme « la véritable salle des machines » du processus du Brexit,.
Sabine Weyand prend la parole publiquement lors d'un événement du European Policy Centre en janvier 2019, donnant son opinion sur l'état des négociations Brexit à ce moment-là, son point de vue sur la façon dont Theresa May et plus généralement le Parti conservateur avaient abordé et géré les négociations ainsi que sur la façon dont la situation pourrait évoluer à partir de cette date,.

### Directeur général pour le commerce
Le 29 mai 2019, la Commission désigne Sabine Weyand au poste de directeur général du département du commerce de l'UE avec effet au 1er juin, en remplacement de Jean-Luc Demarty.

## Vie privée
Sabine Weyand est mariée à son compatriote Peter Wagner, fonctionnaire de la Commission européenne.

## Liens
- Brexit
- Procédure de retrait du Royaume-Uni de l'Union européenne